# Aleksandar Jevtić
Aleksandar Jevtić (serbisch-kyrillisch Александар Јевтић; * 30. März 1985 in Šabac) ist ein ehemaliger serbischer Fußballspieler.

## Karriere

### Verein
Seinen ersten Vertrag unterschrieb Aleksandar Jevtić 2003 in Belgrad beim FK Balkan Mirijevo. Über die serbischen Stationen FK Smederevo, FK Železničar Smederevo, FK Mačva Šabac und FK Borac Čačak wechselte er 2007 in die Türkei, wo er einen Vertrag bei Hacettepe SK in der Hauptstadt Ankara unterschrieb. Von hier aus wurde er von 2008 bis 2009 an die serbischen Vereine FK Borac Čačak und OFK Belgrad ausgeliehen. 2009 unterschrieb er einen Vertrag bei FK Roter Stern Belgrad in Belgrad. Nach Vertragsende bei Roter Stern wechselte er 2011 nach China. Hier schloss er sich Jiangsu Suning an. Der Verein aus Nanjing spielte in der höchsten Liga des Landes, der Chinese Super League. Nach 73 Spielen ging er 2014 zum Ligakonkurrenten Liaoning Hongyun nach Panjin. Im November 2014 endete sein Vertrag in Panjin. Von Mitte November bis August 2015 war er vereinslos. BATE Baryssau, ein Verein aus Belarus, nahm ihn ab August 2015 unter Vertrag. Bei dem Club aus Baryssau spielte er bis Februar 2016. Im Februar kehrte er wieder in seine Heimat zurück. Nach den Stationen FK Jagodina und FK Čukarički wechselte er 2017 nach Thailand. Pattaya United, ein Verein, der in der ersten Liga des Landes, der Thai League, spielte, nahm ihn die Rückserie unter Vertrag. In 13 Spielen schoss er acht Tore. Ende November 2017 verließ er Pattaya und ging in seine Heimat, wo er sich dem FK Voždovac aus Belgrad anschloss.
Ende 2019 beendete er seine Karriere als aktiver Fußballspieler.

### Nationalmannschaft
2008 spielte Aleksandar Jevtić einmal für die serbische Fußballnationalmannschaft. Er kam in einem Freundschaftsspiel am 14. Dezember 2008 gegen Polen zum Einsatz.

## Erfolge
Jiangsu Suning
- Chinese Super League: 2012 (Vizemeister)
- Chinese FA Super Cup: 2013

BATE Baryssau
- Wyschejschaja Liha: 2015

Roter Stern Belgrad
- Serbischer Fußballpokal: 2009/10
- SuperLiga

Vizemeister: 2009/10, 2010/11